# Теракорпо (Казерта)
Теракорпо је насеље у Италији у округу Казерта, региону Кампанија.
Према процени из 2011. у насељу је живело 140 становника. Насеље се налази на надморској висини од 425 м.